# Old City Hall (Philadelphie)
Old City Hall (« ancien hôtel de ville ») est un bâtiment de la ville de Philadelphie, sur la côte Est des États-Unis. Sa construction fut achevée en 1791. 

## Histoire
Il abrita la cour suprême des États-Unis de 1791 à 1800, lorsque Philadelphie était la capitale provisoire des États-Unis, en attendant que les travaux de Washington DC soient terminés. La mairie de Philadelphie l'utilisa comme hôtel de ville jusqu'à l'érection de l'actuel Philadelphia City Hall. Le bâtiment servait de centre d'accueil pour les immigrants à la fin du XVIIIe siècle. Il a été construit selon les plans de David Evans dans le style géorgien. Il se situe au coin de la 5e Rue et de Chestnut Street.